# Kašan
Kašan nebo také Kaš je řeka v Afghánistánu (provincie Herát) a v Turkmenistánu (viloját Mary). Je dlouhá 252 km. Povodí má rozlohu 7000 km².

## Průběh toku
Pramení na horském hřbetu Safedkoch v pohoří Paropamiz. Teče převážně na sever. Ústí zleva do Murgabu.

## Vodní stav
Zdrojem vody jsou převážně sněhové srážky. Nejvyšších průtoků dosahuje na jaře, kulminuje v březnu. Průměrný roční průtok vody ve vzdálenosti 4 km od ústí činí přibližně 1,4 m³/s. Od června do října obvykle vysychá.

## Využití
Využívá se ve velké míře na zavlažování.